# Rosa alabukensis
Rosa alabukensis är en rosväxtart som beskrevs av V.I. Tkachenko. Rosa alabukensis ingår i släktet rosor, och familjen rosväxter. Inga underarter finns listade i Catalogue of Life.